# Ancón
Ancón – miasto w Panamie, w prowincji Panama.